# Gorlice (gemeente)

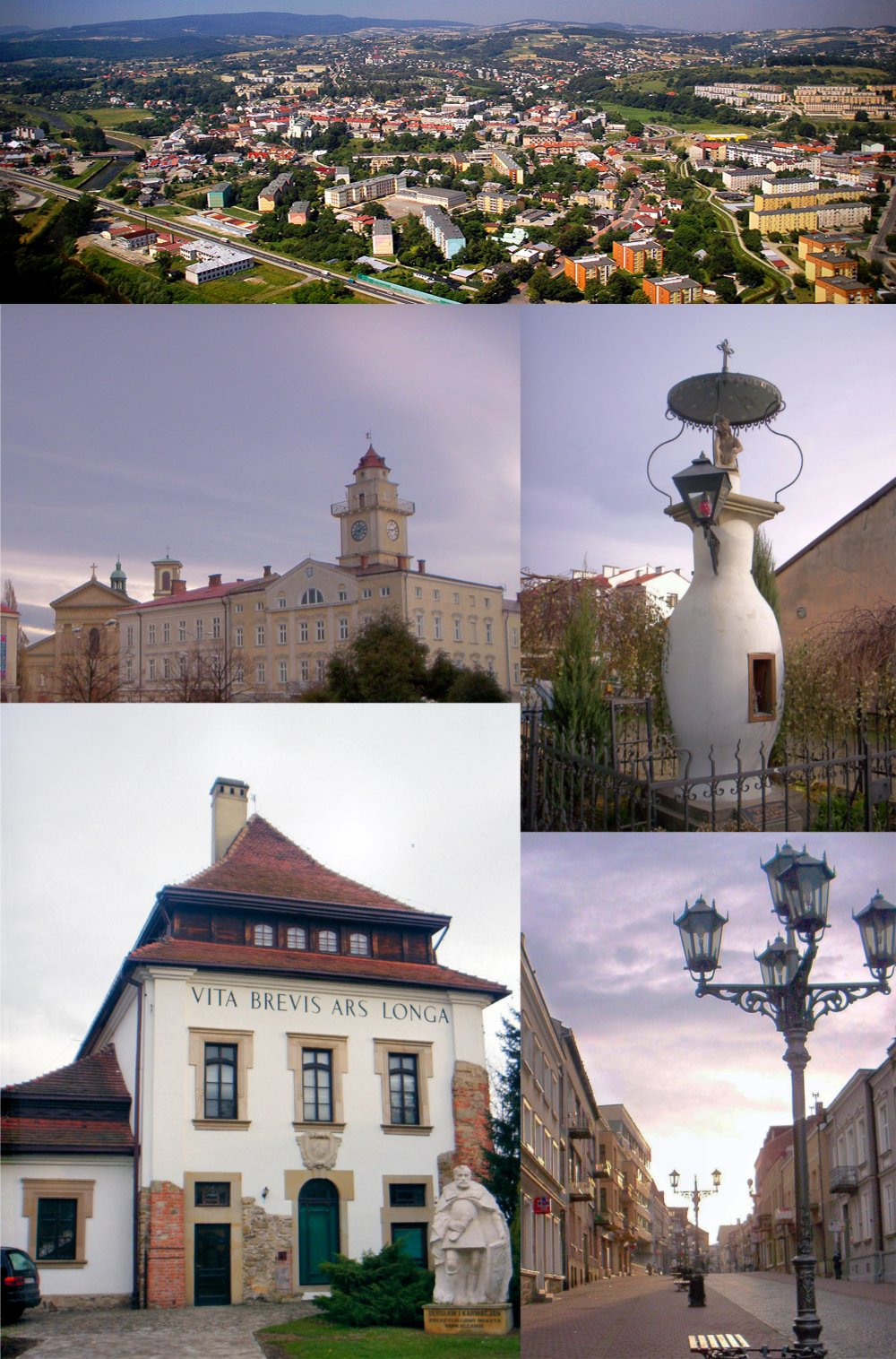
Gorlice

De gemeente Gorlice is een landgemeente in het Poolse woiwodschap Klein-Polen, in powiat Gorlicki.
De zetel van de gemeente is in Gorlice.
Op 30 juni 2004 telde de gemeente 16.078 inwoners.

## Oppervlaktegegevens
In 2002 bedroeg de totale oppervlakte van gemeente Gorlice 103,43 km², waarvan:
- agrarisch gebied: 62%
- bossen: 30%

De gemeente beslaat 10,69% van de totale oppervlakte van de powiat.

## Demografie
Stand op 30 juni 2004:
| Omschrijving                   | Totaal | Totaal | Vrouwen | Vrouwen | Mannen | Mannen |
| ------------------------------ | ------ | ------ | ------- | ------- | ------ | ------ |
| eenheid                        | aantal | %      | aantal  | %       | aantal | %      |
| inwoners                       | 16.078 | 100    | 8098    | 50,4    | 7980   | 49,6   |
| bevolkingsdichtheid (inw./km²) | 155,4  | 155,4  | 78,3    | 78,3    | 77,2   | 77,2   |

In 2002 bedroeg het gemiddelde inkomen per inwoner 1252,3 zł.

## Administratieve plaatsen (sołectwo)
Bielanka, Bystra, Dominikowice, Klęczany, Kobylanka, Kwiatonowice, Ropica Polska, Stróżówka, Szymbark en Zagórzany.

## Aangrenzende gemeenten
Biecz, Grybów, Lipinki, Łużna, Moszczenica, Ropa, Sękowa, Uście Gorlickie